# Hólmfríður Magnúsdóttir
Hólmfríður Magnúsdóttir (Reikiavik, 20 de septiembre de 1984) es una futbolista islandesa que actualmente juega para Club Selfoss en la liga femenina Úrvalsdeild. Juega como extremo izquierda o como mediocampista ofensiva. Formó parte de la selección nacional de Islandia entre 2003 y 2017 y representó a su país en las ediciones de 2009 y 2013 de la Eurocopa Femenina.